# Wampir Ernest
Wampir Ernest (oryg. Ernest le Vampire) – francuski serial animowany autorstwa François Bruela, wyprodukowany w 2 seriach w 1988 (odcinki 1-13) i w 1991 (odcinki 14-117) przez Quartier Latin, Col. Ima. Son, France 3 i W.D.R.
Film oprawiony nastrojową muzyką Gabriela Yareda opowiada o przygodach młodego wampira Ernesta, żyjącego w starym i ponurym zamczysku, którego spotykają dziwne i niesamowite historie (nierzadko we śnie). A wszystko to zabarwione szczyptą czarnego i bardzo abstrakcyjnego humoru...
- Autor: François Bruel
- Realizacja: José Xavier
- Produkcja: Ghyslaine Fizet, Bruno Desraisses, Michel Noll
- Scenariusz: François Bruel
- Animacja: Studio SEK
- Koncepcja graficzna: François Bruel
- Kierownik animacji: José Xavier (1 seria)
- Kierownik artstyczny: René Laloux
- Dekoracje: François Bruel
- Muzyka: Gabriel Yared

Odcinki serii pierwszej emitowane były w Polsce w połowie lat 90. w formie przerywników między programami. Po pilotażowej serii emisja nie została kontynuowana.